# Burkhard von Dallwitz
Burkhard von Dallwitz (ur. 28 stycznia 1959 roku w Bad Homburg) – kompozytor muzyki filmowej, autor ścieżek dźwiękowych m.in. do obrazów Truman Show oraz The Way Back w reżyserii Petera Weira.

## Życiorys
Von Dallwitz urodził się w Bad Homburg i rozpoczął naukę gry na fortepianie już w wieku 8 lat. W 1979 roku wyjechał do Australii, gdzie rozpoczął studia muzyczne na Uniwersytecie Latrobe w Melbourne. Od 1984 roku komponuje ścieżki dźwiękowe do filmów i seriali.

## Filmografia
| Rok  | Tytuł filmu (oryginalny tytuł)     | Reżyser                   | Nagrody |
| ---- | ---------------------------------- | ------------------------- | --- |
| 1983 | Taking Tiger Mountain              | Kent Smith, Tom Huckabee  | |
| 1988 | Bachelor Girl                      | Rivka Hartman             | |
| 1996 | Zone 39                            | John Tatoulis             | |
| 1998 | Truman Show                        | Peter Weir                | Wygrane: - Złoty Glob za najlepszą muzykę - ASCAP Film and Television Music Award - Nagroda Stowarzyszenia Krytyków Filmowych z Chicago |
| 1999 | Bohater z okładki (Paperback Hero) | Antony J. Bowman          | |
| 2000 | Supernova                          | Walter Hill, Jack Sholder | |
| 2005 | Anjas Engel                        | Pascal Verdosci           | |
| 2006 | Jedno życzenie (Caterpillar Wish)  | Sandra Sciberras          | Nominacje: - Screen Music Award (Australia): Best Feature Film Score - Screen Music Award (Australia): Best Soundtrack Album            |
| 2009 | Dyplomata (False Witness)          | Peter Andrikidis          | |
| 2010 | Niepokonani (The Way Back)         | Peter Weir                | Nominacje: - Australasian Performing Rights Association - Screen Music Award (Australia): Best Feature Film Score                       |